# Niżnieje Piesocznoje
Niżnieje Piesocznoje (ros. Нижнее Песочное) – wieś (ros. село, trb. sieło) w zachodniej Rosji, w sielsowiecie bielajewskim rejonu konyszowskiego w obwodzie kurskim.

## Geografia
Miejscowość położona jest nad Swapą (prawy dopływ Sejmu), 11 km od centrum administracyjnego sielsowietu (Bielajewo), 23 km na północny zachód od centrum administracyjnego rejonu (Konyszowka), 86 km na północny zachód od Kurska.
We wsi znajduje się 55 posesji.
Klimat
Miejscowość, jak i cały rejon, znajduje się w strefie klimatu kontynentalnego z łagodnym ciepłym latem i równomiernie rozłożonymi opadami rocznymi (Dfb w klasyfikacji klimatów Köppena).

## Demografia
W 2010 r. wieś zamieszkiwało 71 osób.